# William Fowler
William Alfred Fowler (Pittsburgh (Pennsylvania), 9 augustus 1911 – Pasadena (Californië), 14 maart 1995) was een Amerikaans natuurkundige die in 1983 de Nobelprijs voor de Natuurkunde kreeg "Voor zijn theoretische en experimentele onderzoek naar de kernreacties die van belang zijn voor de formatie van chemische elementen in het heelal".

## Biografie
Fowler was de zoon van accountant John MacLeod Fowler en Jennie Summers Watson. Toen hij twee jaar oud was verhuisde het gezin naar Lima (Ohio) waar hij opgroeide en onderwijs genoot. Hij studeerde natuurkunde aan de Ohio State University. Na het behalen van zijn bachelor in 1933 ging hij naar het California Institute of Technology (Caltech) waar hij in 1936 summa cum laude promoveerde in de kernfysica.
Gedurende zijn gehele wetenschappelijke carrière bleef hij verbonden aan Caltech, van 1939 was hij er assistent-professor, van 1942 docent en vanaf 1946 hoogleraar kernfysica. In 1970 werd hij benoemd tot faculteitsprofessor. Vanaf 1985 was hij professor emeritus.
Daarnaast was hij in 1954/55 en 1961/62 Guggenheim Fellow aan de St John's College van de Universiteit van Cambridge.
Fowler deed onderzoek naar kernfusiereacties die optreden in sterren. Samen met de Britse astronoom Fred Hoyle en het echtpaar Margaret en Geoffrey Burbidge (bekend als het B²FH-collectief, naar de eerste letter van hun achternamen) lostten ze het probleem op van nucleosynthese, de natuurkundige theorie die zich bezighoudt met de vorming van de zwaardere elementen in sterren. Hun resultaten werden in 1957 gepubliceerd in een artikel in Reviews of Modern Physics onder de titel Synthesis of the Elements in Stars.
In 1983 deelde hij de Nobelprijs voor de Natuurkunde samen met Subramanyan Chandrasekhar, voor zijn bevindingen over kernreacties waardoor chemische elementen in sterren zijn ontstaan. Daarnaast verkreeg hij in 1974 de National Medal of Science, de Eddington Medal (1978), de Bruce Medal (1979) en werd hij in 1989 door Frankrijk onderscheiden met een benoeming in het Legioen van Eer.

## Werk
- The Origin of the Elements (1958)
- Nucleosynthesis During the Early History of the Solar System (1961)
- Nucleosynthesis in Massive Stars and Supernovae (1964, met Fred Hoyle)
- Neutrino Astrophysics (1965)